# Линус Омарк
Линус Карл Хејмер Омарк (швед. Linus Karl Heimer Omark — Еверторнео, 5. фебруар 1987) професионални је шведски хокејаш на леду који игра на позицијама левог крила.
Члан је сениорске репрезентације Шведске за коју је на међународној сцени дебитовао на светском првенству 2009. године. На светском првенству 2017. освојио је титулу светског првака.
Учествовао је на улазном драфту НХЛ лиге 2007. где га је као 97. пика у четвртој рунди одабрала екипа Едмонтон ојлерса.